# Sault-Brénaz
Sault-Brénaz ist eine französische Gemeinde mit 1.007 Einwohnern (Stand: 1. Januar 2022) im Département Ain in der Region Auvergne-Rhône-Alpes. Sie gehört zum Arrondissement Belley, zum Kanton Lagnieu und zum Gemeindeverband Plaine de l’Ain. 

## Geografie
Die Gemeinde Sault-Brénaz liegt etwa 43 Kilometer ostnordöstlich von Lyon an den Berghängen des Bugey an der Rhône, die hier die Grenze zum Département Isère bildet. Die Rhône wird in Sault-Brénaz durch ein Flusswehr in zwei Arme geteilt. Die so entstandene Flussinsel La Serre mit Schiffsschleuse und Wasserkraftwerk gehört zur Nachbargemeinde Porcieu-Amblagnieu, die weiter flussabwärts gelegene natürlich entstandene Insel Île de Saint-Vérand zu Sault-Brénaz. Umgeben wird Sault-Brénaz von den Nachbargemeinden von Souclin im Norden und Osten, Villebois im Osten und Südosten, Porcieu-Amblagnieu im Süden, Vertrieu im Westen und Nordwesten sowie Saint-Sorlin-en-Bugey im Nordwesten.

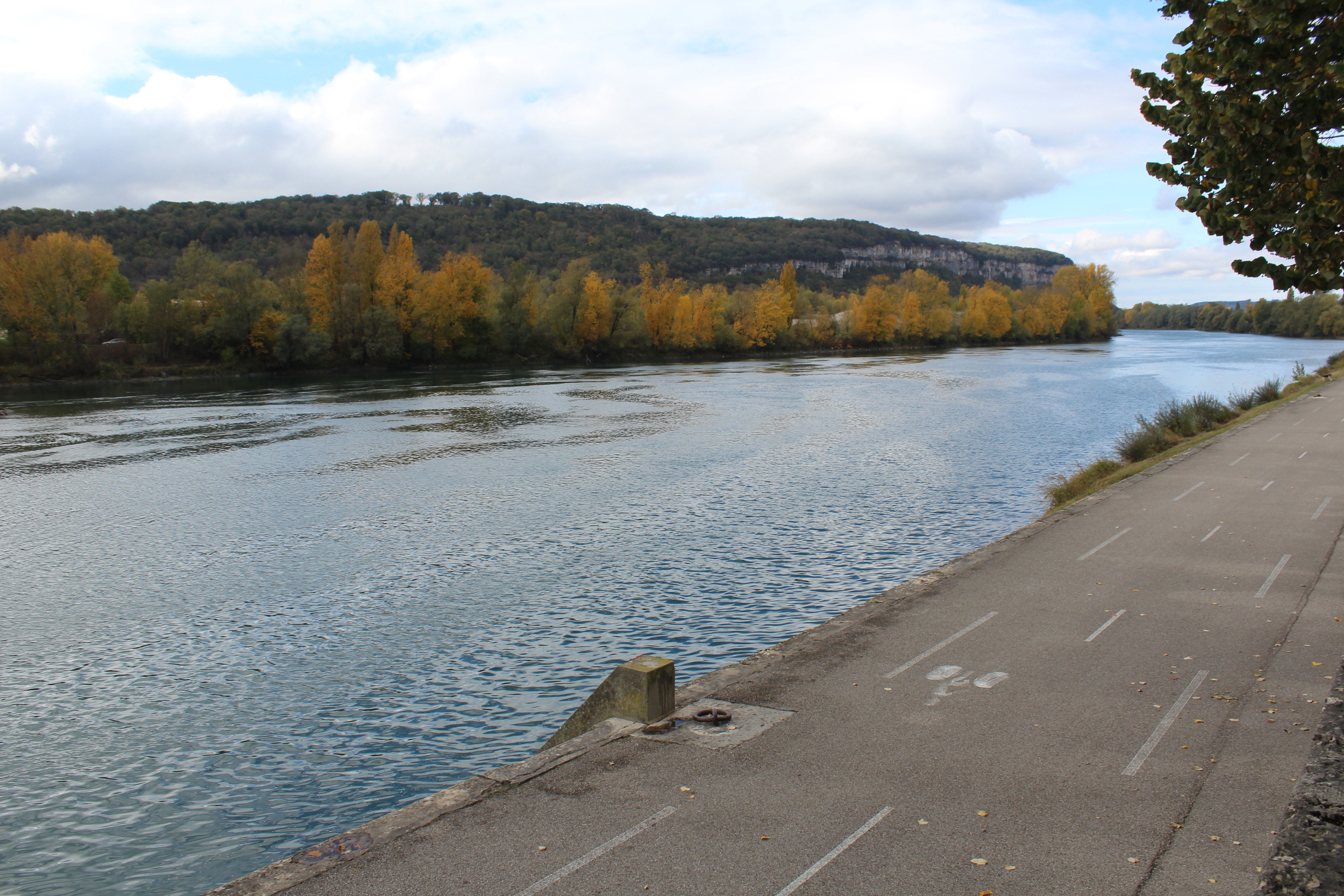
Die Rhône bei Sault-Brénaz
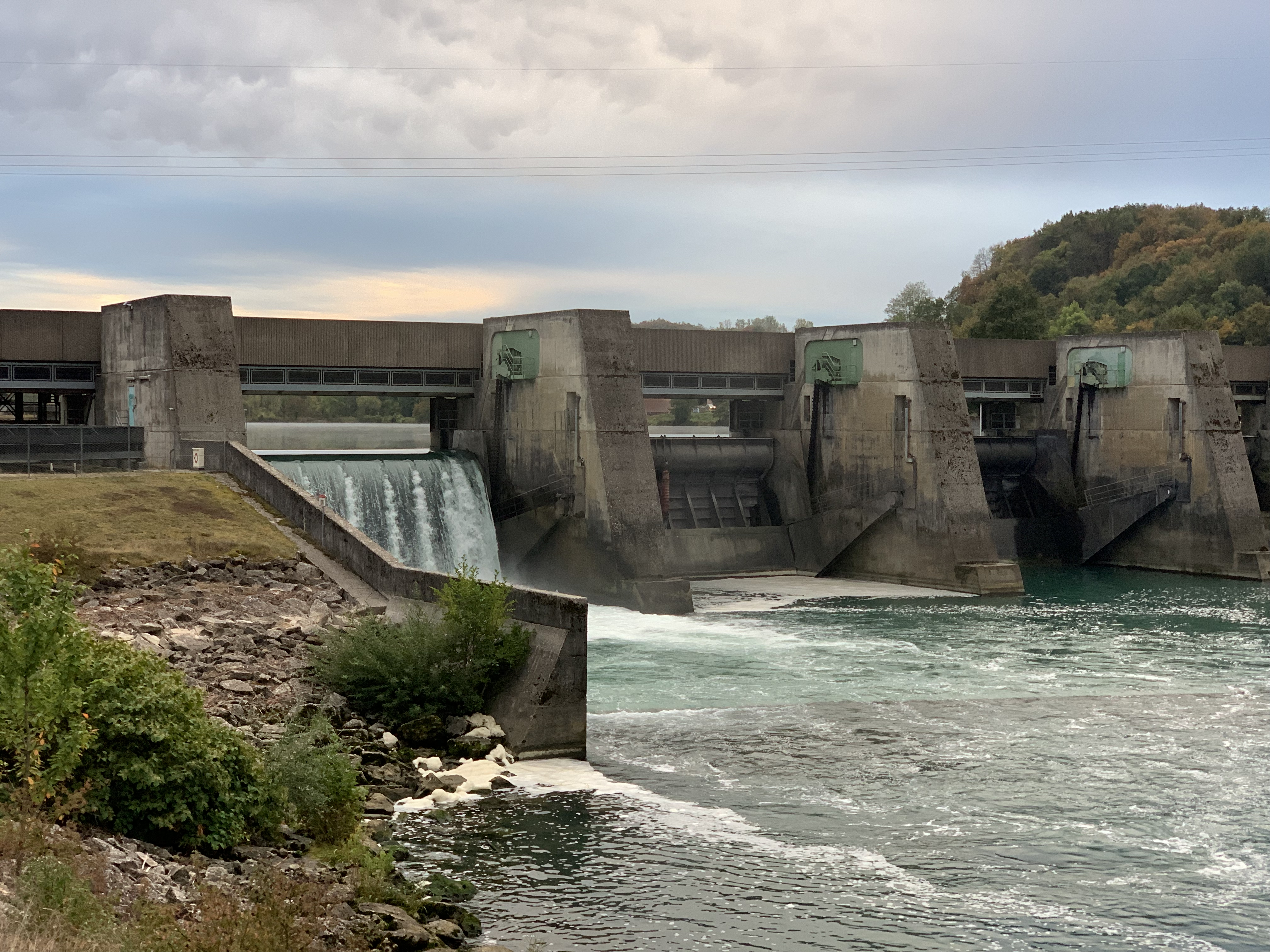
Flusswehr in der Rhône

## Bevölkerungsentwicklung
| Jahr                       | 1962 | 1968 | 1975 | 1982 | 1990 | 1999 | 2011 | 2021 |
| Einwohner                  | 821  | 937  | 1059 | 1070 | 1014 | 973  | 1040 | 997  |
| Quellen: Cassini und INSEE |      |      |      |      |      |      |      |      |

## Sehenswürdigkeiten
- Kirche Notre-Dame-de-l'Annonciation aus dem 19. Jahrhundert
- Friedhofskapelle
- Kapelle Saint-Christophe in Brénaz
- Brücke über die Rhône

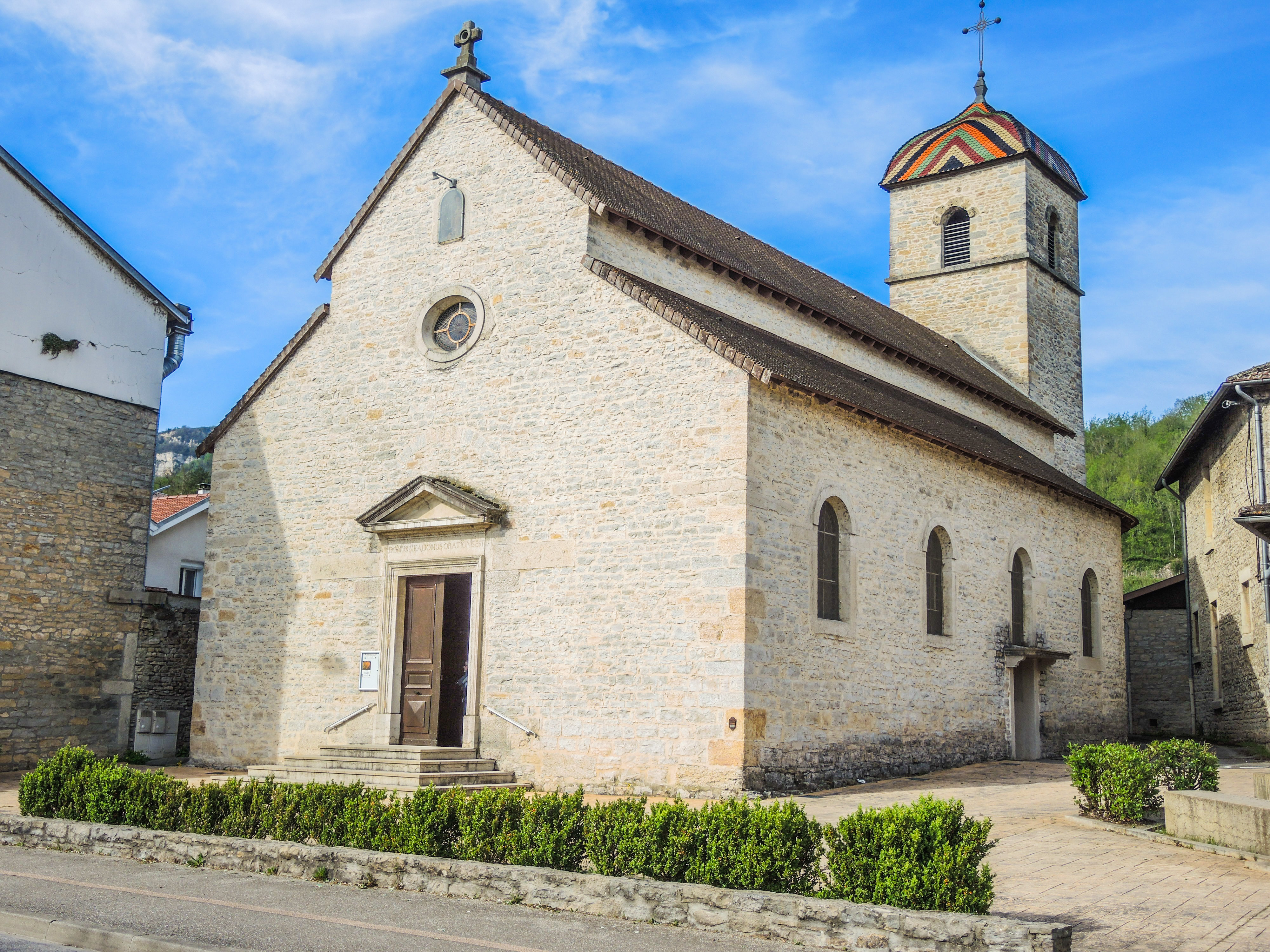
Kirche Notre-Dame-de-l'Annonciation
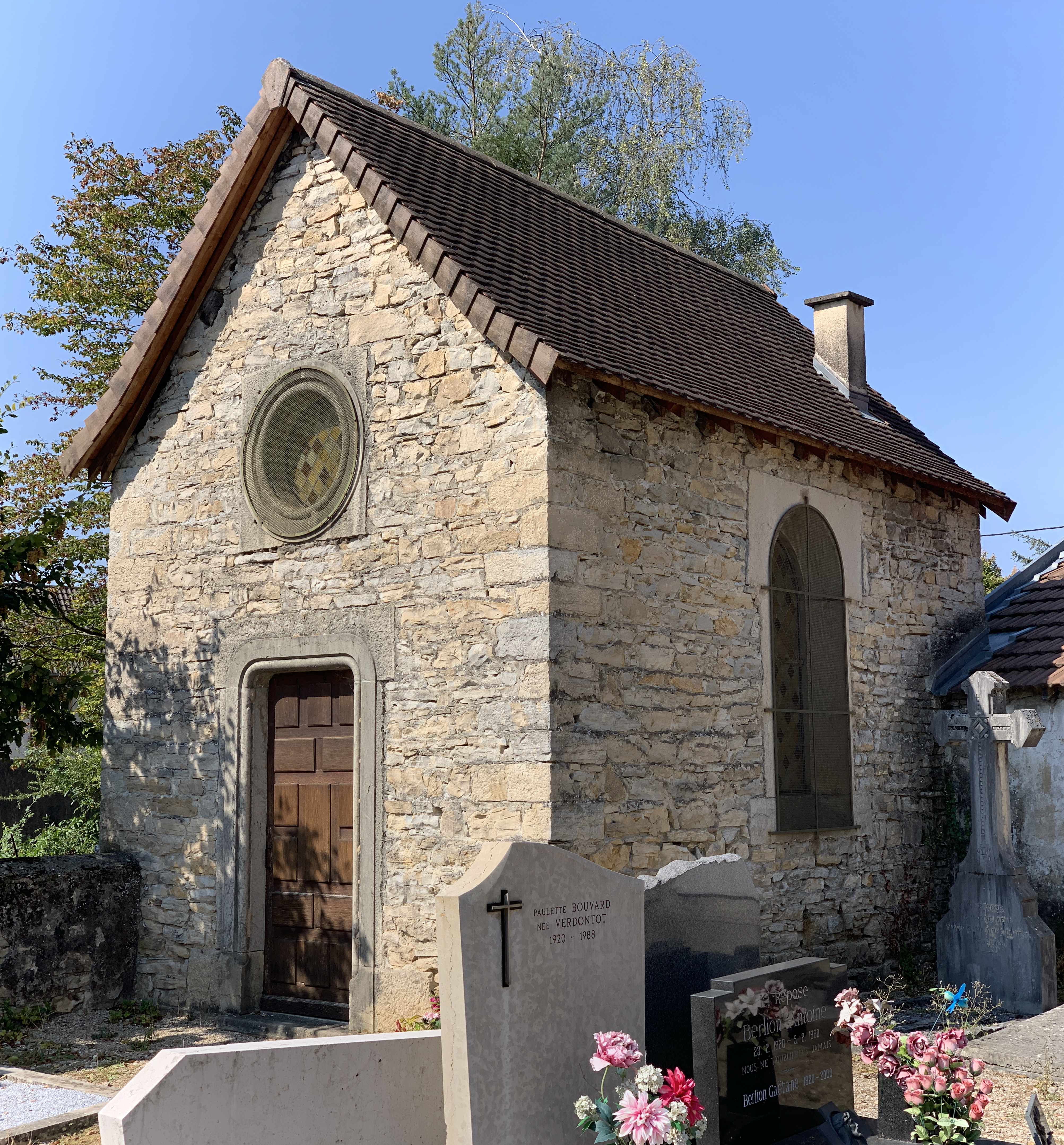
Friedhofskapelle
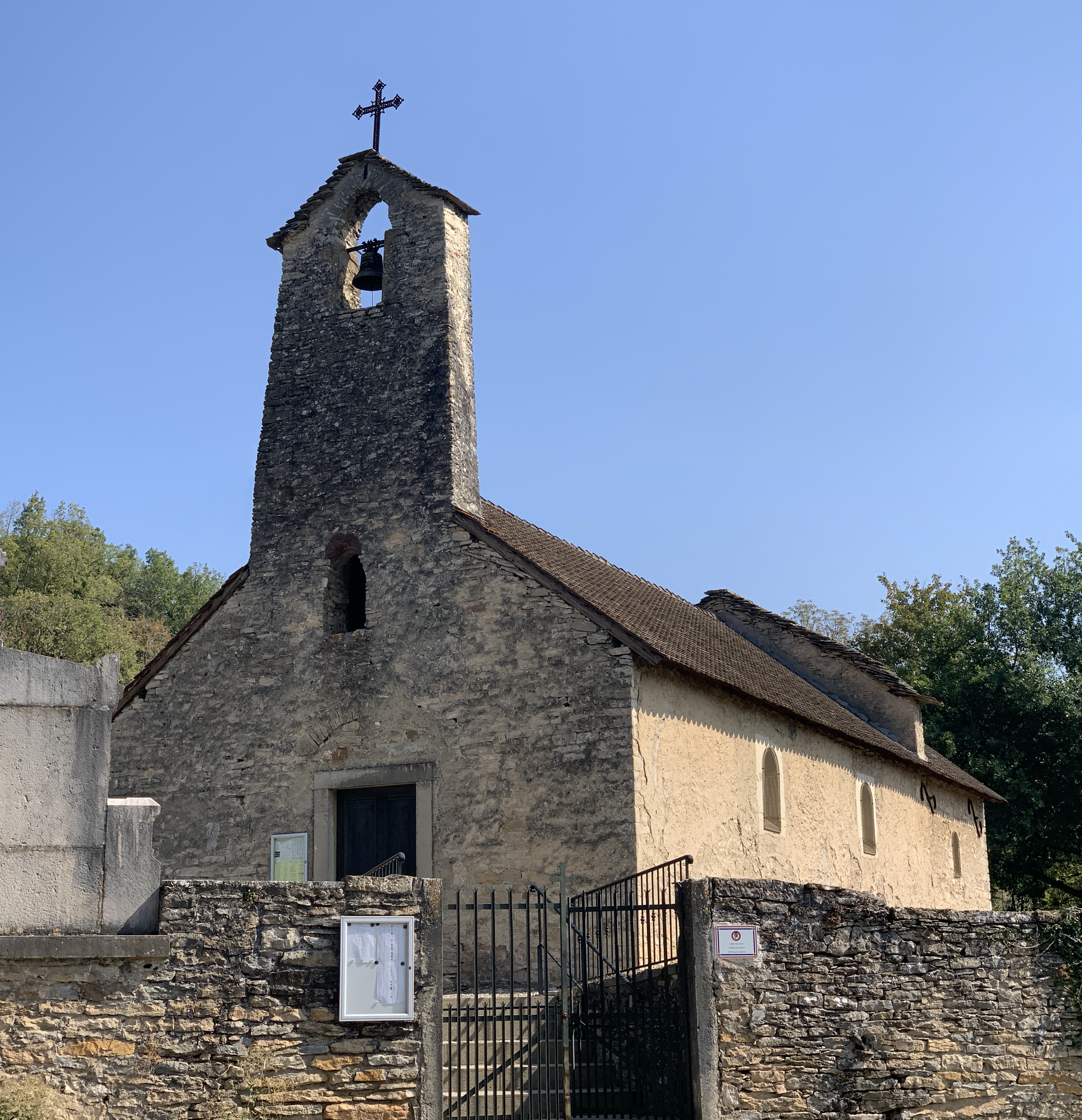
Kapelle Saint-Christophe
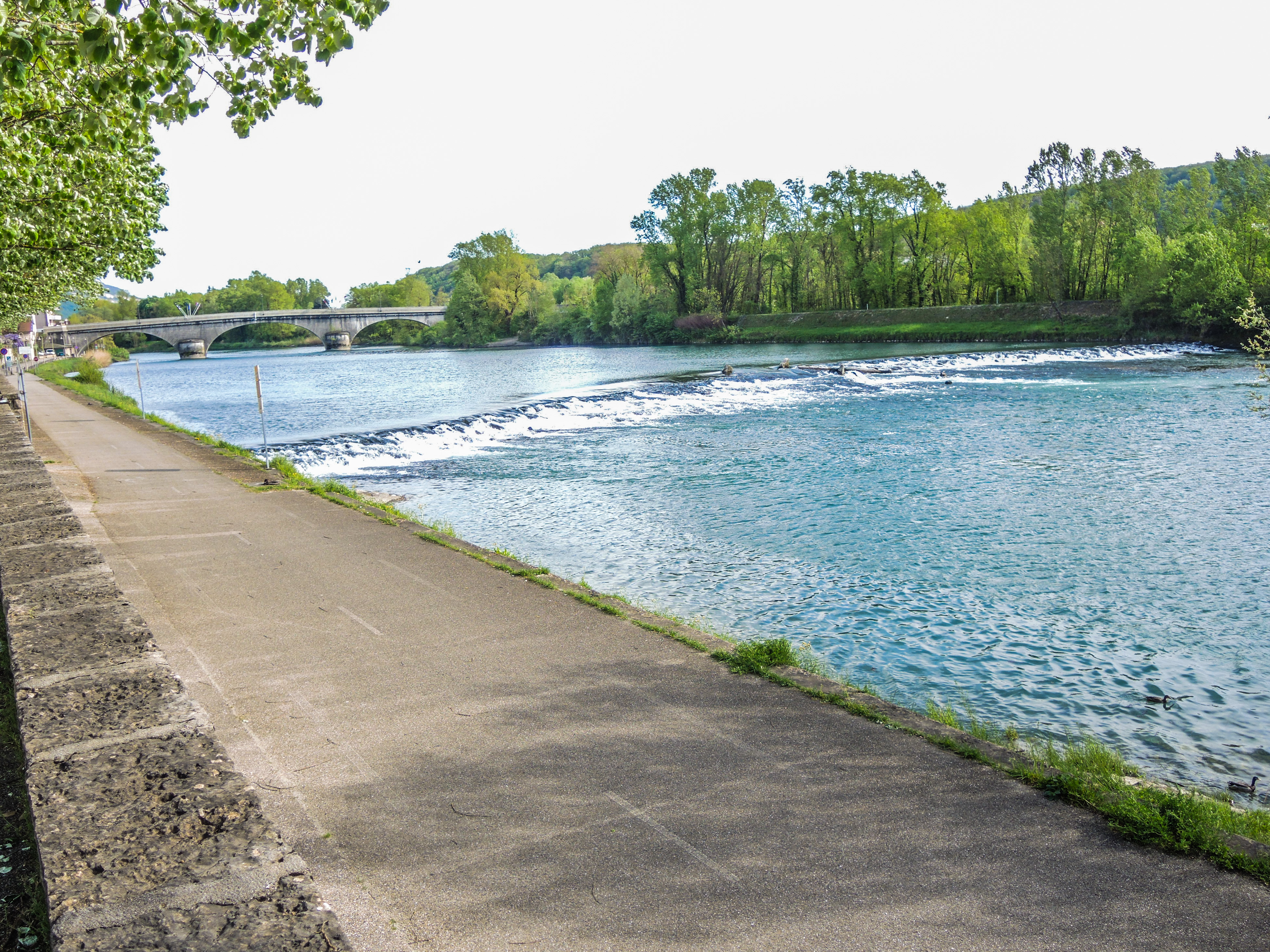
Rhônebrücke
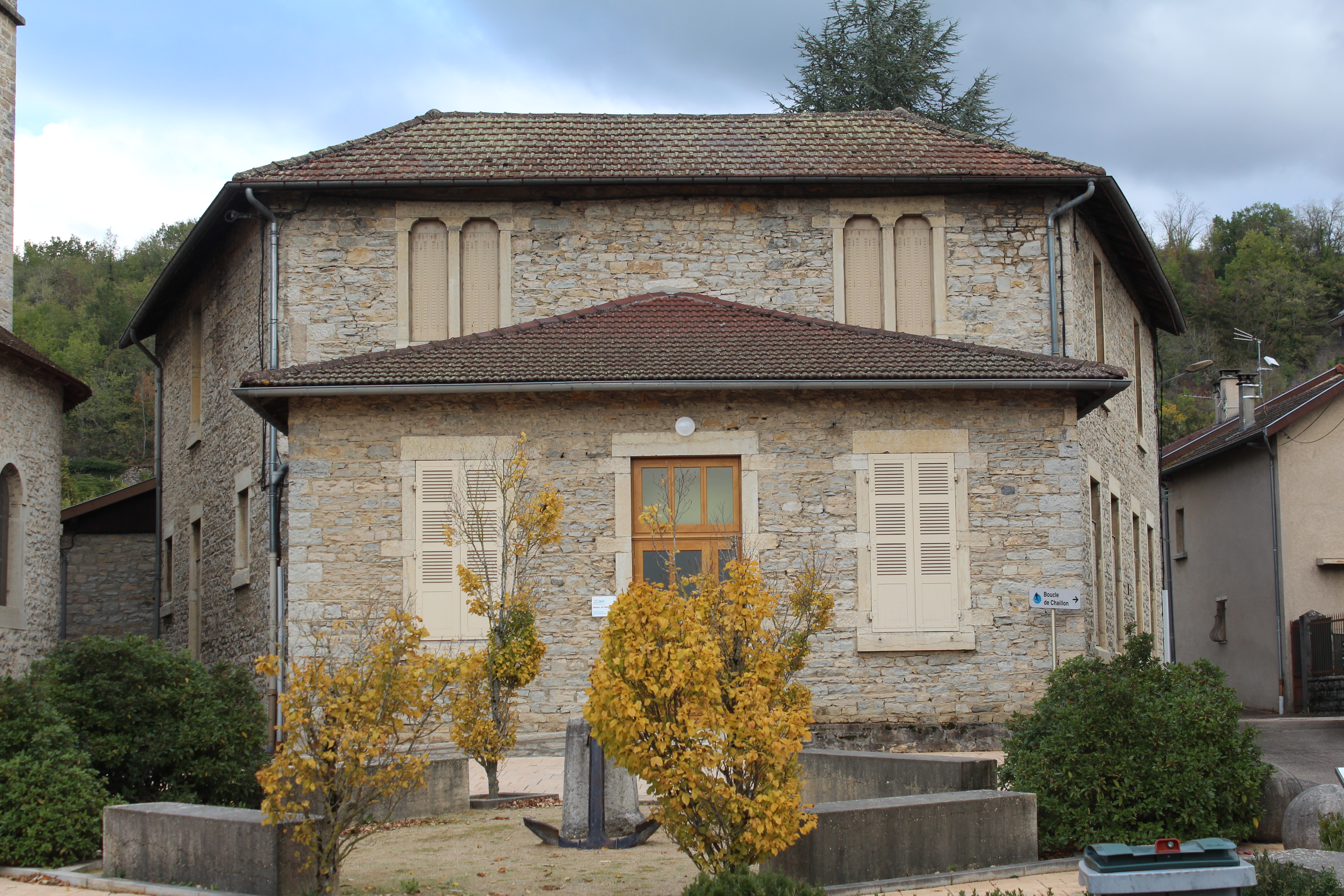
Bibliothek
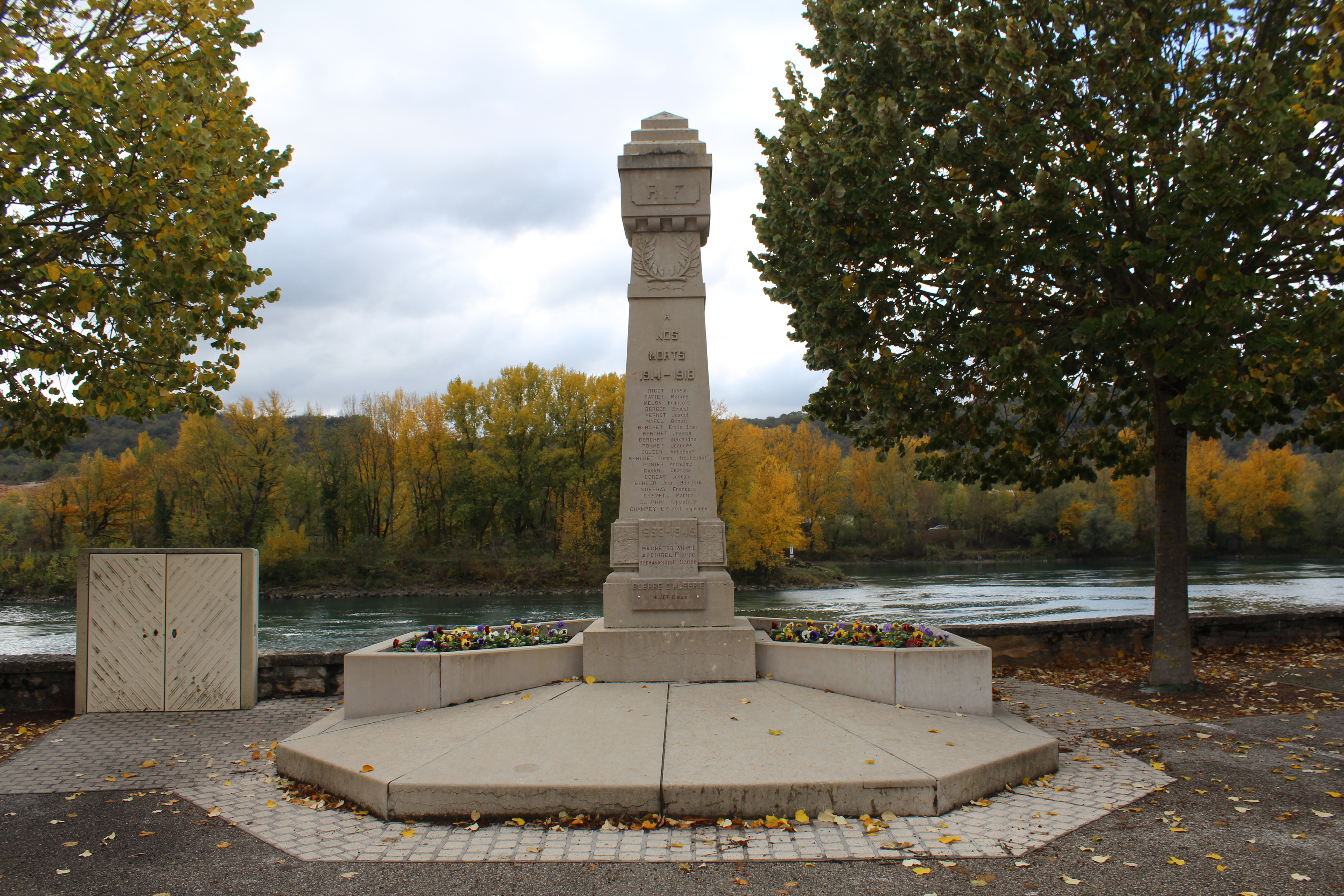
Gefallenendenkmal